# Vòng loại giải vô địch bóng đá châu Âu 2020 (Bảng H)
Bảng H của vòng loại giải vô địch bóng đá châu Âu 2020 là một trong mười bảng để quyết định đội nào sẽ vượt qua vòng loại cho vòng chung kết giải vô địch bóng đá châu Âu 2020. Bảng H bao gồm sáu đội: Albania, Andorra, Pháp (đương kim á quân của giải đấu), Iceland, Moldova và Thổ Nhĩ Kỳ, nơi các đội tuyển này sẽ thi đấu với nhau mỗi trận khác trên sân nhà và sân khách trong một thể thức trận đấu vòng tròn.
Hai đội đứng đầu sẽ vượt qua vòng loại trực tiếp cho trận chung kết. Không giống như các lần trước, các đội tham gia vòng play-off sẽ không được quyết định dựa trên kết quả từ vòng bảng vòng loại, nhưng thay vào đó dựa trên thành tích của họ trong giải vô địch bóng đá các quốc gia châu Âu 2018-19.

## Bảng xếp hạng
| VT | Đội        | ST | T | H | B | BT | BB | HS  | Đ  | Giành quyền tham dự                                   |     | Pháp | Thổ Nhĩ Kỳ | Iceland | Albania | Andorra | Moldova |
| -- | ---------- | -- | - | - | - | -- | -- | --- | -- | ----------------------------------------------------- | --- | ---- | ---------- | ------- | ------- | ------- | ------- |
| 1  | Pháp       | 10 | 8 | 1 | 1 | 25 | 6  | +19 | 25 | Vượt qua vòng loại cho vòng chung kết                 |     | —    | 1–1        | 4–0     | 4–1     | 3–0     | 2–1     |
| 2  | Thổ Nhĩ Kỳ | 10 | 7 | 2 | 1 | 18 | 3  | +15 | 23 | Vượt qua vòng loại cho vòng chung kết                 |     | 2–0  | —          | 0–0     | 1–0     | 1–0     | 4–0     |
| 3  | Iceland    | 10 | 6 | 1 | 3 | 14 | 11 | +3  | 19 | Giành quyền vào vòng play-off dựa theo Nations League |     | 0–1  | 2–1        | —       | 1–0     | 2–0     | 3–0     |
| 4  | Albania    | 10 | 4 | 1 | 5 | 16 | 14 | +2  | 13 |                                                       |     | 0–2  | 0–2        | 4–2     | —       | 2–2     | 2–0     |
| 5  | Andorra    | 10 | 1 | 1 | 8 | 3  | 20 | −17 | 4  |                                                       | 0–4 | 0–2  | 0–2        | 0–3     | —       | 1–0     |         |
| 6  | Moldova    | 10 | 1 | 0 | 9 | 4  | 26 | −22 | 3  |                                                       | 1–4 | 0–4  | 1–2        | 0–4     | 1–0     | —       |         |

## Các trận đấu
Lịch thi đấu đã được phát hành bởi UEFA cùng ngày với lễ bốc thăm, đã được tổ chức vào ngày 2 tháng 12 năm 2018 tại Dublin. Thời gian là CET/CEST, như được liệt kê bởi UEFA (giờ địa phương, nếu khác nhau, nằm trong dấu ngoặc đơn).
| Albania | 0–2      | Thổ Nhĩ Kỳ                    |
| ------- | -------- | ----------------------------- |
|         | Chi tiết | - Yılmaz 21' - Çalhanoğlu 55' |

| Andorra | 0–2      | Iceland                              |
| ------- | -------- | ------------------------------------ |
|         | Chi tiết | - B. Bjarnason 22' - Kjartansson 80' |

| Moldova      | 1–4      | Pháp                                                   |
| ------------ | -------- | ------------------------------------------------------ |
| - Ambros 89' | Chi tiết | - Griezmann 24' - Varane 27' - Giroud 36' - Mbappé 87' |

| Thổ Nhĩ Kỳ                                  | 4–0      | Moldova |
| ------------------------------------------- | -------- | ------- |
| - Kaldırım 24' - Tosun 26', 54' - Ayhan 70' | Chi tiết |         |

| Andorra | 0–3      | Albania                                  |
| ------- | -------- | ---------------------------------------- |
|         | Chi tiết | - Sadiku 21' - Balaj 87' - Abrashi 90+6' |

| Pháp                                                   | 4–0      | Iceland |
| ------------------------------------------------------ | -------- | ------- |
| - Umtiti 12' - Giroud 68' - Mbappé 78' - Griezmann 84' | Chi tiết |         |

| Iceland           | 1–0      | Albania |
| ----------------- | -------- | ------- |
| - Guðmundsson 22' | Chi tiết |         |

| Moldova    | 1–0      | Andorra |
| ---------- | -------- | ------- |
| - Armaș 8' | Chi tiết |         |

| Thổ Nhĩ Kỳ              | 2–0      | Pháp |
| ----------------------- | -------- | ---- |
| - Ayhan 30' - Ünder 40' | Chi tiết |      |

| Albania                           | 2–0      | Moldova |
| --------------------------------- | -------- | ------- |
| - Cikalleshi 66' - Ramadani 90+3' | Chi tiết |         |

| Andorra | 0–4      | Pháp                                                      |
| ------- | -------- | --------------------------------------------------------- |
|         | Chi tiết | - Mbappé 11' - Ben Yedder 30' - Thauvin 45+1' - Zouma 60' |

| Iceland                  | 2–1      | Thổ Nhĩ Kỳ  |
| ------------------------ | -------- | ----------- |
| - R. Sigurðsson 21', 32' | Chi tiết | - Toköz 40' |

| Iceland                                              | 3–0      | Moldova |
| ---------------------------------------------------- | -------- | ------- |
| - Sigþórsson 31' - Bjarnason 55' - Mudrac 77' (l.n.) | Chi tiết |         |

| Pháp                                     | 4–1      | Albania                  |
| ---------------------------------------- | -------- | ------------------------ |
| - Coman 8', 68' - Giroud 27' - Ikoné 85' | Chi tiết | - Cikalleshi 90' (ph.đ.) |

| Thổ Nhĩ Kỳ  | 1–0      | Andorra |
| ----------- | -------- | ------- |
| - Tufan 89' | Chi tiết |         |

| Albania                                                | 4–2      | Iceland                              |
| ------------------------------------------------------ | -------- | ------------------------------------ |
| - Dermaku 32' - Hysaj 52' - Roshi 79' - Cikalleshi 83' | Chi tiết | - G. Sigurðsson 47' - Sigþórsson 58' |

| Pháp                                         | 3–0      | Andorra |
| -------------------------------------------- | -------- | ------- |
| - Coman 18' - Lenglet 52' - Ben Yedder 90+1' | Chi tiết |         |

| Moldova | 0–4      | Thổ Nhĩ Kỳ                                |
| ------- | -------- | ----------------------------------------- |
|         | Chi tiết | - Tosun 37', 79' - Türüç 57' - Yazıcı 88' |

| Andorra     | 1–0      | Moldova |
| ----------- | -------- | ------- |
| - Vales 63' | Chi tiết |         |

| Iceland | 0–1      | Pháp                 |
| ------- | -------- | -------------------- |
|         | Chi tiết | - Giroud 66' (ph.đ.) |

| Thổ Nhĩ Kỳ  | 1–0      | Albania |
| ----------- | -------- | ------- |
| - Tosun 90' | Chi tiết |         |

| Pháp         | 1–1      | Thổ Nhĩ Kỳ  |
| ------------ | -------- | ----------- |
| - Giroud 76' | Chi tiết | - Ayhan 82' |

| Iceland                              | 2–0      | Andorra |
| ------------------------------------ | -------- | ------- |
| - A. Sigurðsson 38' - Sigþórsson 65' | Chi tiết |         |

| Moldova | 0–4      | Albania                                              |
| ------- | -------- | ---------------------------------------------------- |
|         | Chi tiết | - Cikalleshi 22' - Bare 34' - Trashi 40' - Manaj 90' |

| Thổ Nhĩ Kỳ | 0–0      | Iceland |
| ---------- | -------- | ------- |
|            | Chi tiết |         |

| Albania                | 2–2      | Andorra                |
| ---------------------- | -------- | ---------------------- |
| - Balaj 6' - Manaj 55' | Chi tiết | - C. Martínez 18', 48' |

| Pháp                              | 2–1      | Moldova   |
| --------------------------------- | -------- | --------- |
| - Varane 35' - Giroud 79' (ph.đ.) | Chi tiết | - Rață 9' |

| Albania | 0–2      | Pháp                         |
| ------- | -------- | ---------------------------- |
|         | Chi tiết | - Tolisso 9' - Griezmann 30' |

| Andorra | 0–2      | Thổ Nhĩ Kỳ              |
| ------- | -------- | ----------------------- |
|         | Chi tiết | - Ünal 17', 21' (ph.đ.) |

| Moldova          | 1–2      | Iceland                             |
| ---------------- | -------- | ----------------------------------- |
| - Milinceanu 56' | Chi tiết | - Bjarnason 17' - G. Sigurðsson 65' |

## Cầu thủ ghi bàn
Đã có 80 bàn thắng ghi được trong 30 trận đấu, trung bình 2.67 bàn thắng mỗi trận đấu.
6 bàn
- Olivier Giroud

5 bàn
- Cenk Tosun

4 bàn
- Sokol Cikalleshi

3 bàn
- Birkir Bjarnason
- Kolbeinn Sigþórsson
- Kingsley Coman
- Antoine Griezmann
- Kylian Mbappé
- Kaan Ayhan

2 bàn
- Bekim Balaj
- Rey Manaj
- Cristian Martínez
- Gylfi Sigurðsson
- Ragnar Sigurðsson
- Wissam Ben Yedder
- Raphaël Varane
- Enes Ünal

1 bàn
- Amir Abrashi
- Keidi Bare
- Kastriot Dermaku
- Elseid Hysaj
- Ylber Ramadani
- Odise Roshi
- Armando Sadiku
- Lorenc Trashi
- Marc Vales
- Jón Daði Böðvarsson
- Jóhann Berg Guðmundsson
- Viðar Örn Kjartansson
- Arnór Sigurðsson
- Vladimir Ambros
- Igor Armaș
- Nicolae Milinceanu
- Vadim Rață
- Jonathan Ikoné
- Clément Lenglet
- Florian Thauvin
- Corentin Tolisso
- Samuel Umtiti
- Kurt Zouma
- Hakan Çalhanoğlu
- Hasan Ali Kaldırım
- Dorukhan Toköz
- Ozan Tufan
- Deniz Türüç
- Cengiz Ünder
- Yusuf Yazıcı
- Burak Yılmaz

## Kỷ luật
Một cầu thủ sẽ bị đình chỉ tự động trong trận đấu tiếp theo cho các hành vi phạm lỗi sau đây:
- Nhận thẻ đỏ (treo thẻ đỏ có thể được gia hạn đối với các hành vi phạm lỗi nghiêm trọng)
- Nhận ba thẻ vàng trong ba trận đấu khác nhau, cũng như sau thẻ thứ năm và bất kỳ thẻ vàng tiếp theo nào (việc treo thẻ vàng được chuyển tiếp đến vòng play-off, nhưng không phải là trận chung kết hoặc bất kỳ trận đấu quốc tế nào khác trong tương lai)

Các đình chỉ sau đây đã (hoặc sẽ) được phục vụ trong các trận đấu vòng loại:
| Đội tuyển | Cầu thủ           | Thẻ phạt | Bị đình chỉ cho các trận đấu                                       |
| --------- | ----------------- | --- | ------------------------------------------------------------------ |
| Albania   | Klaus Gjasula     | v Pháp (7 tháng 9 năm 2019) · v Thổ Nhĩ Kỳ (11 tháng 10 năm 2019) · v Moldova (14 tháng 10 năm 2019)                                                             | v Andorra (14 tháng 11 năm 2019)                                   |
| Andorra   | Ildefons Lima     | v Albania (25 tháng 3 năm 2019) · v Moldova (8 tháng 6 năm 2019) · v Iceland (14 tháng 10 năm 2019)                                                              | v Albania (14 tháng 11 năm 2019)                                   |
| Andorra   | Cristian Martínez | v Iceland (22 tháng 3 năm 2019) · v Albania (25 tháng 3 năm 2019) · v Moldova (11 tháng 10 năm 2019)                                                             | v Iceland (14 tháng 10 năm 2019)                                   |
| Andorra   | Marc Rebés        | v Iceland (22 tháng 3 năm 2019) · v Moldova (8 tháng 6 năm 2019) · v Iceland (14 tháng 10 năm 2019)                                                              | v Albania (14 tháng 11 năm 2019)                                   |
| Andorra   | Chus Rubio        | v Iceland (22 tháng 3 năm 2019) · v Albania (25 tháng 3 năm 2019) · v Pháp (11 tháng 6 năm 2019) v Pháp (10 tháng 9 năm 2019) · v Moldova (11 tháng 10 năm 2019) | v Thổ Nhĩ Kỳ (7 tháng 9 năm 2019) v Iceland (14 tháng 10 năm 2019) |
| Moldova   | Cătălin Carp      | v Andorra (8 tháng 6 năm 2019) · v Albania (11 tháng 6 năm 2019) · v Iceland (7 tháng 9 năm 2019)                                                                | v Albania (10 tháng 9 năm 2019)                                    |
| Moldova   | Radu Gînsari      | v Andorra (11 tháng 10 năm 2019) | v Albania (14 tháng 10 năm 2019)                                   |
| Moldova   | Artur Ioniță      | v Andorra (8 tháng 6 năm 2019) | v Albania (11 tháng 6 năm 2019)                                    |